# Phasia rufiventris
Phasia rufiventris är en tvåvingeart som först beskrevs av Macquart 1851.  Phasia rufiventris ingår i släktet Phasia och familjen parasitflugor.
Artens utbredningsområde är Tasmanien. Inga underarter finns listade i Catalogue of Life.